# Rudolf von Gotsch
Rudolf von Gotsch (* 21. Oktober 1804 in Aschersleben; † 20. Januar 1888 in Neustrelitz) war ein preußischer Generalleutnant.

## Leben

### Herkunft
Rudolf war ein Sohn des Oberstleutnants und Kreisbrigadiers der Gendarmerie Gotthilf Friedrich von Gotsch (1767–1859) und dessen Ehefrau Henriette, geborene von Beyer (1775–1835).

### Leben
Gotsch besuchte das Berliner Kadettenhaus und wurde am 12. Oktober 1822 als Sekondeleutnant dem 7. Kürassier-Regiment der Preußischen Armee überwiesen. Vom 15. Oktober 1825 bis zum 16. August 1828 war er zur weiteren Ausbildung an die Allgemeine Kriegsschule kommandiert. Von 1832 bis 1842 wurde er als Regimentsadjutanten verwendet und zwischenzeitlich Anfang März 1834 zum Premierleutnant befördert. Daran schloss sich bis 1843 eine Kommandierung zum topographischen Büro. Am 1. Mai 1843 kam er dann als Hauptmann in den Generalstab des Gardekorps. Gotsch avancierte am 22. Juli 1848 zum Major und wurde am 2. September 1848 in den Generalstab des III. Armee-Korps versetzt. Am 22. März 1849 wurde er in den Generalstab des Oberbefehlshabers des nach Schleswig bestimmten Reichsheeres kommandiert. Während des Krieges gegen Dänemark kämpfte er in den Gefechten bei Almind und Diuf. Für Vejle erhielt Gotsch den Roten Adlerorden IV. Klasse mit Schwertern und das Ritterkreuz des Militär-St.-Heinrichs-Ordens.
Am 4. November 1851 wurde er zum Generalleutnant Roth von Schreckenstein abkommandiert und nahm im Spätsommer 1852 als Beobachter an den österreichischen Kavalleriemanöver bei Pest teil. Gotsch stieg am 22. März 1853 zum Oberstleutnant auf, wurde am 4. Mai 1854 Kommandeur des 8. Kürassier-Regiments und avancierte in dieser Stellung am 15. Oktober 1856 zum Oberst. Am 18. März 1858 erfolgte seine Versetzung als Kommandeur in die 4. Kavallerie-Brigade und seine Stellung à la suite seines bisherigen Regiments. Dort wurde er am 31. Mai 1859 Generalmajor und erhielt am 3. Juni 1860 den Roten Adlerorden II. Klasse mit Eichenlaub und Schwertern am Ringe. Im Jahr 1863 wurde er dann Führer eines Detachements an der polnischen Grenze, bis man ihn schließlich am 4. Januar 1864 unter Verleihung des Charakters als Generalleutnant mit Pension zur Disposition stellte.
Für die Dauer der Mobilmachung anlässlich des Krieges gegen Frankreich wurde Gotsch wiederverwendet und fungierte als Generaletappeninspekteur der 3. Armee. Während der Belagerung von Paris musste er am 30. November 1870 ein Ausfallgefecht bestehen. Dafür erhielt er das Eiserne Kreuz II. Klasse, das Großkomtur des bayerischen Militärverdienstordens und das Großkreuz des Friedrichs-Ordens. Er starb am 20. Januar 1888 in Neustrelitz.

### Familie
Gotsch heiratete am 4. Juni 1847 in Friedland in Mecklenburg Bertha von Gamm (1825–1899). Das Paar hatte mehrere Kinder:
- Elisabeth Auguste (* 1848) ⚭ Karl von Pentz, Oberst
- Rafaele Bertha (1849–1877) ⚭ 1869 Wilhelm von Gotsch († 30. Juni 1875), Major a. D.
- Johann Maximilian (* 1850), Oberstleutnant ⚭ 19. Juni 1890 Klara Sitta von Krieger (* 1856)